# اندی آلن (بازیکن فوتبال)
اندی آلن (انگلیسی: Andy Allen؛ زادهٔ ۴ سپتامبر ۱۹۷۴) بازیکن فوتبال اهل بریتانیا است.
از باشگاه‌هایی که در آن بازی کرده‌است می‌توان به باشگاه فوتبال کولوین بای اشاره کرد.